# The Backrooms

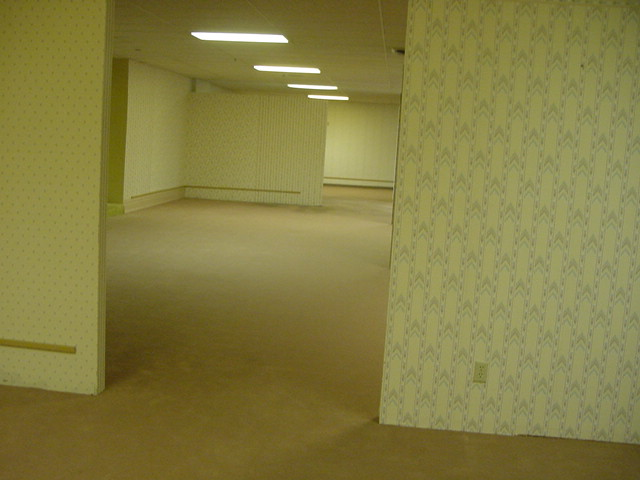
The Backrooms

The Backrooms (česky doslovně přeloženo jako „zadní místnosti“ či „zákulisí“) je městská legenda a creepypasta popisující nekonečné bludiště náhodně generovaných kancelářských místností a dalších prostředí. Charakterizuje ji zápach mokrého koberce, stěny s jednobarevným tónem žluté a bzučící zářivky. Ačkoli uživatelé internetu rozšířili tento koncept vytvořením různých „úrovní“ Backrooms a „entit“ které je obývají, původní verze pochází z dvouodstavcového komentáře 4chanu u příspěvku žádajícího o „znepokojující obrázky“, kde anonymní uživatel vymyslel příběh podle jedné z fotek. The Backrooms byly přirovnány k různým dalším hororovým trendům a médiím, včetně fotografie liminálních prostorů, projektu společné fikce SCP Nadace a šestihodinové sérii alb Everywhere at the End of Time, které vytvořil The Caretaker.
Od svého původního vzniku se The Backrooms rozšířila do různých dalších forem médií a internetové kultury, včetně videoher, kolaborativních fikcí wiki a videí na YouTube.
The Backrooms pocházejí z vlákna zveřejněného na /x/ nástěnce sociální sítě 4chan dne 12. května 2019, kde anonymní uživatel požádal ostatní, aby „přidávali znepokojivé obrázky, které jsou prostě ,mimo‘ “. Tam byla nahrána první fotografie zachycující Backrooms, představující mírně nakloněný obrázek žlutě zbarvené chodby. Jiný anonymní uživatel okomentoval fotografii s prvním příběhem o Backrooms a tvrdil, že člověk vstoupí do Backrooms, když „vyklouznou z reality ve špatných oblastech,“ což je termín související s videohrou Doom.
Poté, co příspěvek 4chan získal slávu, několik uživatelů internetu napsalo hororové příběhy týkající se Backrooms. Kromě toho bylo vytvořeno a sdíleno mnoho memů na sociálních sítích, což dále popularizovalo creepypasta. Někteří také uvedli, že ten obraz už někde viděli. Podle názoru Manninga Patstona z Happy Mag byly tyto komentáře „existenční, duté a vyděšené“. Patston také komentoval použití termínu „noclip“, interpretovat to jako „závady ve kterém zdi reality jsou strženy“, takový jako existence doppelgängers. Kaitlyn Kubrick ze Somag News nazvala Backrooms „děsivou creepypastou prokletých snů“ při srovnání umístění s designem úrovní franšízy Resident Evil.
Umístění původní fotografie Backrooms není známo; ačkoliv byla navržena řada umístění, je také možné, že obraz je procedurálně generovanou digitální kompozicí. Creepypasta byla také spojována s konceptem kenopsie, poprvé vytvořeným v The Dictionary of Obscure Sorrows : „děsivá, opuštěná atmosféra místa, které je obvykle plné lidí, ale nyní je opuštěné a tiché.“

## Úrovně
Původní koncept Backrooms rozšířili uživatelé internetu, kteří vytvořili různé „úrovně“ lokality. Existují tisíce úrovní vytvořených fanoušky obsahující různé fotografie a „bezpečnostní třídy“ ve formátu ovlivněném fenoménem SCP. Některé z nich jsou:
- Úroveň 0 : Úroveň zobrazená na původní fotce Backrooms se všemi nejznámějšími vlastnostmi této creepypasty – starý vlhký koberec, monochromatické žluté stěny, rozházené elektrické zásuvky a bzučící zářivky. Jednou z entit vytvořených uživateli pro tuto úroveň jsou „hounds“, popisovaní jako znetvořené a manické humanoidní bytosti. Dalším rysem této úrovně je „oblast sevření“ (noclip zone), která může vést člověka k návratu na Zemi, k přepravě na začátek úrovně nebo do nové dimenze s jinými nepřátelskými bytostmi.
- Úroveň 1 : Úroveň dosažená, když se člověk rozhodne nevstoupit do noční zóny a místo toho se několik dní potuluje kolem úrovně 0. Je temnější než úroveň 0 a vyznačuje se industriálnější architekturou, kde jsou slyšet mechanické zvuky. Úroveň se zdá být temným, špinavým skladištěm s nízko položenou mlhou a kalužemi vody kolem. Na rozdíl od úrovně 0 začnou zářivky blikat častěji, občas se úplně vypnou – „To je, když vycházejí bytosti.“
- Úroveň 2 : Třetí úroveň Backrooms podle tříúrovňové interpretace. Je to jedna z nejtemnějších úrovní, která obsahuje spíše industriální architekturu. Tato úroveň se jeví jako dlouhé servisní tunely s trubkami lemujícími stěny. Popisuje se, že je dosaženo, když se člověk jednoduše toulá kolem úrovně 1 po dostatečně dlouhou dobu a vyznačuje se mnohem vyšší teplotou než ostatní úrovně. „Přeživší“ Backrooms tvrdí, že jediný způsob, jak uniknout z úrovně, je zůstat v klidu, a uvádějí, že „teprve když se zadní místnosti stanou vaším domovem, můžete odejít“.

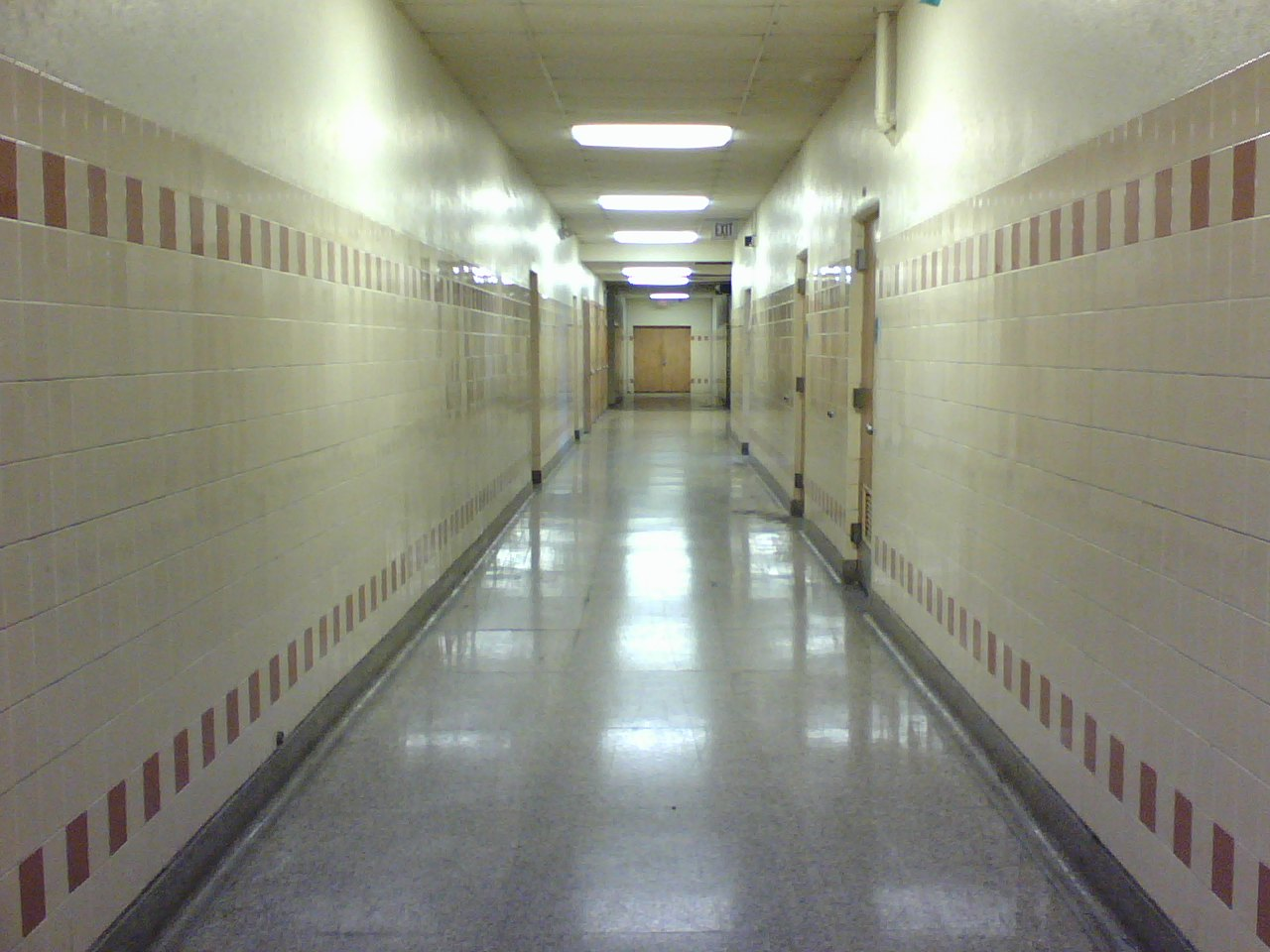
Popularita Backrooms inspirovala internetový trend liminálních prostorů.

Backrooms si brzy oblíbili spisovatelé a uživatelé internetu, z nichž většina komentovala jejich podivnost. Creepypasta byla také uváděna jako původ a nejznámější příklad internetového trendu liminálních prostorů, což jsou fotografie, které vyvolávají „pocit nostalgie, ztracenosti a nejistoty“. Hashtag #liminalspaces nashromáždil téměř 100 milionů zhlédnutí na platformě sociálních médií TikTok. Když žena jménem Claire Scheulin našla opuštěné nákupní centrum pod svým Airbnb, internetoví komentátoři porovnali její fotografie tohoto místa s původním obrázkem Backrooms.
Hororové aspekty Backrooms vedly ke srovnání s konspiračními teoriemi o UFO v Oblasti 51, s dílem režiséra Stanleyho Kubricka The Shining, s minecraftovou městskou legendou o Herobrinovi a s filmem Us z roku 2019. Jeho nejednoznačné místnosti byly také známé jako podobnosti s hororovými příběhy Nadace SCP, zejména SCP-3008 (pobočka IKEA, která obsahuje nekonečný vnitřní prostor v kapesní dimenzi).

## Dopad a popularita

### Film
7. ledna 2022 byl na YouTube kanál Kane Pixels, který vlastnil v té době 16letý režisér Kane Parsons, nahrán krátký hororový film s názvem The Backrooms (Found Footage). Tento film byl prezentován jako záznam, který pořídil v roce 1991 nebo 1996 mladý kameraman. Kameraman ve filmu náhodně vstoupil do Backrooms, kde utíkal před nebezpečnou kreaturou a dostával se do různých oblastí. Po tomto videu byla nahrána řada dalších videí a byla tak vytvářena série krátkých filmů s tematikou Backrooms. Tato série využívá živé akční záběry a 3D efekty vytvořené v programu Blender. Série je navržena pro filmovou adaptaci, kterou bude režírovat Kane Parsons se společností A24.Rozdílem mezi Kane Pixels’ Backrooms a klasickou creepypastou je hlavně absence levelů a úrovní, či různých entit. Série se místo toho odehrává asi v 10 různých oblastech, entity jsou zde nahrazeny společenstvím zmutovaných bakterií, které dohromady tvoří jednoho živočicha, Bakterii. Série tedy působí více uvěřitelně než klasické Backrooms.

### Videohry
Dne 12. února 2022 předvedl uživatel Redditu mapu vytvořenou ve videohře Minecraft, která byla také založena na konceptu Backrooms. Od[ujasnit] je mod stále ve vývoji. Thomas McNulty ze Screen Rant tvrdí, že na mapě budou také přítomny „entity“.
The Backrooms byly také základem pro stejnojmennou hororovou hru, kterou v roce 2019 vydalo nezávislé herní studio Pie on a Plate Productions.
Téže jsou inspirací populárních her v Robloxu.